# Ernst Klaffus
Ernst Klaffus (* 17. September 1935 in Alt Gaarz (ab 1938 Rerik); † 30. November 2011) war von Beruf Soldat in der Bundeswehr, zuletzt im Dienstgrad Generalleutnant.

## Werdegang

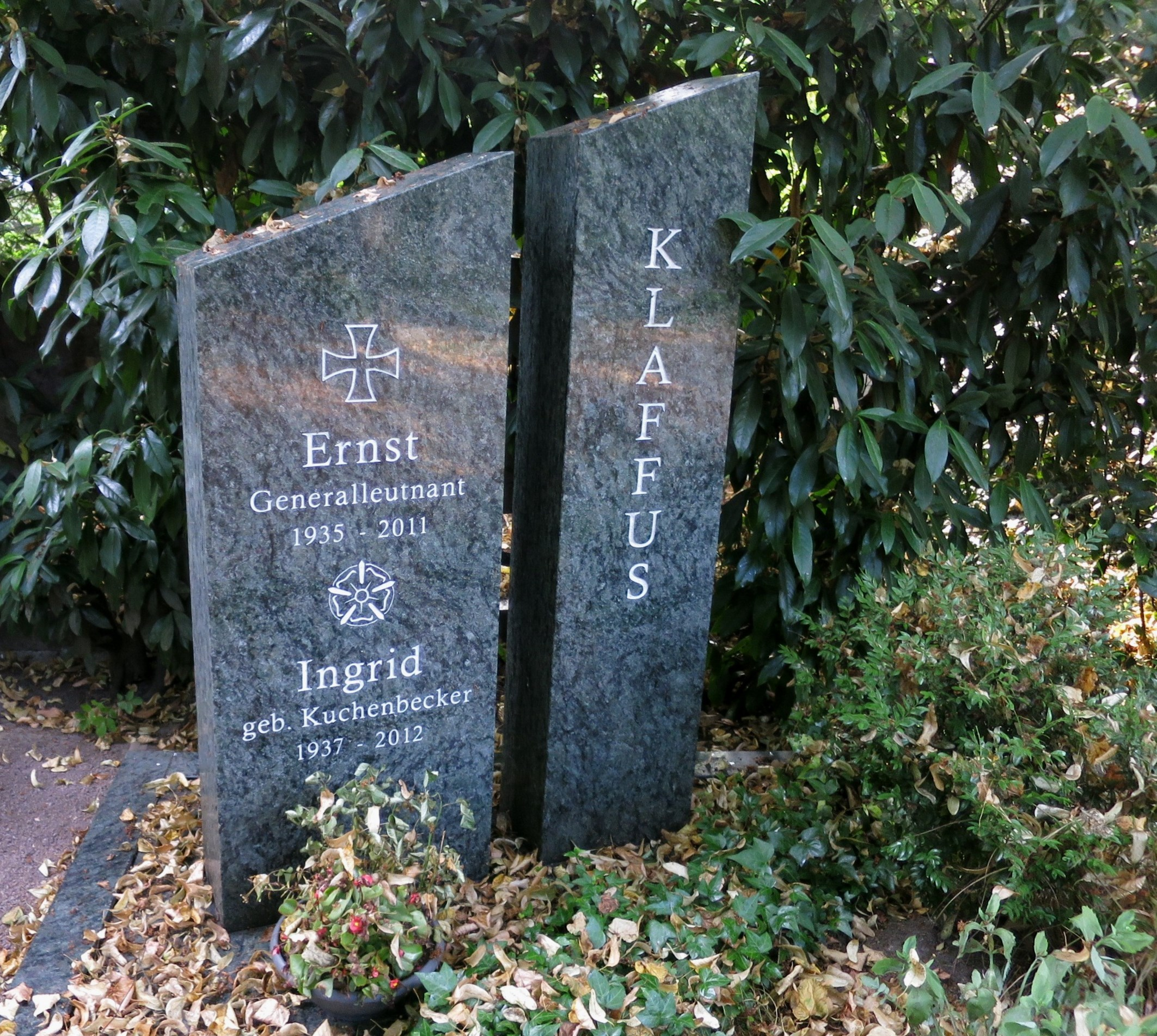
Grab von Klaffus auf dem Kölner Friedhof Melaten

Ernst Klaffus war nach seinem Abitur in Berlin 1955 zunächst im Handel tätig. 1959 trat er als Offizieranwärter beim Panzergrenadierbataillon (SPz) 172 in Hamburg-Rahlstedt in die Bundeswehr ein. Nach Abschluss seiner Offizierausbildung sowie Verwendungen als u.a Zugführer und Kompaniechef war er von 1966 bis 1968 Teilnehmer am 9. Generalstabslehrgang Heer an der Führungsakademie der Bundeswehr in Hamburg, wo er zum Offizier im Generalstabsdienst ausgebildet wurde. Im Anschluss war er bis Juni 1969 Lehrgangsteilnehmer "Command and General Staff Officer" am US-Command and General Staff College (CGSC) in Fort Leavenworth (Kansas/USA).
Von März 1980 bis September 1982 war er im Dienstgrad Oberst Kommandeur der Panzergrenadierbrigade 13 in Wetzlar. Nach einer Verwendung beim Supreme Headquaters Allied Powers Europe (SHAPE) im belgischen Mons im Dienstgrad Brigadegeneral war er von September 1985 bis Oktober 1987 im Dienstgrad Generalmajor Kommandeur der 11. Panzergrenadierdivision in Oldenburg (Oldb). Von Oktober 1987 bis März 1990 übte er die Funktion als Chef des Stabes im Führungsstab des Heeres im Bundesministerium der Verteidigung (BMVg) aus. Von März 1990 bis März 1994 führte er im Rang eines Generalleutnants das Heeresamt in Köln.
Nach seiner Pensionierung war Klaffus u. a. von 1996 bis 2005 Präsident des Bund der Deutschen Infanterie e. V., ab 2005 dessen Ehrenpräsident.
Klaffus hatte drei Söhne und eine Tochter, den Oberst Werner Klaffus (* 1962), seit 2017 Kommandeur Vereinte Nationen Ausbildungszentrum der Bundeswehr in Hammelburg, den General Gerhard Klaffus (* 1964), seit 2023 National Military Representative im Supreme Headquaters Allied Powers Europe (SHAPE) im belgischen Mons sowie Oberst Manfred Klaffus, der im Logistikkommando der Bundeswehr die Gruppe Datenmanagement führt.
Klaffus starb 2011 im Alter von 76 Jahren. Seine Grabstätte befindet sich auf dem Kölner Friedhof Melaten (Flur 26 (Y)).
Klaffus war evangelisch, verheiratet und hatte vier Kinder.

## Auszeichnungen
- 1984: Verdienstkreuz am Bande des Verdienstordens der Bundesrepublik Deutschland
- 1989: Verdienstkreuz 1. Klasse des Verdienstordens der Bundesrepublik Deutschland
- 1993: Großes Verdienstkreuz des Verdienstordens der Bundesrepublik Deutschland
- 1994: The Legion of Merit (Degree of Officer), Auszeichnung der US-Streitkräfte
- 1994: Ordre national du Mérite (Commandeur), französischer Verdienstorden